# Tehuixtla
Tehuixtla är en ort i Mexiko.   Den ligger i kommunen Jojutla och delstaten Morelos, i den sydöstra delen av landet, 100 km söder om huvudstaden Mexico City. Tehuixtla ligger 896 meter över havet och antalet invånare är 6 311.
Terrängen runt Tehuixtla är platt åt nordost, men åt sydväst är den kuperad. Runt Tehuixtla är det ganska tätbefolkat, med 214 invånare per kvadratkilometer. Närmaste större samhälle är Puente de Ixtla, 7,9 km nordväst om Tehuixtla. Omgivningarna runt Tehuixtla är en mosaik av jordbruksmark och naturlig växtlighet.